# Nalini Joshi
Nalini Joshi (Rangún, Birmania, 1958) es una matemática australiana. Es una miembro de Georgina Sweet Australian Laureate y profesora en la Escuela de Matemáticas y Estadística de la Universidad de Sídney, es la primera mujer en la escuela que ocupa este cargo y fue presidenta de la Australian Mathematical Society. Joshi es miembro del Grupo de Investigación de Matemáticas Aplicadas de mencionada escuela. Su investigación estudia los sistemas integrables.

## Primeros años y educación
Joshi nació y pasó su infancia en Birmania. Obtuvo su bachiller universitario en ciencias con honores en 1981 en la Universidad de Sídney y obtuvo su doctorado en la Universidad de Princeton bajo la asesoría de Martin David Kruskal. Su tesis doctoral se tituló The Connection Problem for the First and Second Painlevé Transcendents.

## Trayectoria
Después de una membresía postdoctoral en 1987 y una beca de investigación y conferencias (1988-90), ambas en la Universidad Nacional Australiana, Joshi tomó una cátedra en la Universidad de Nueva Gales del Sur en Sídney (1990-94) y fue promovida a catedrática en 1994. En 1997, ganó una beca de investigación sénior del Australian Research Council (ARC), que realizó en la Universidad de Adelaida, y se convirtió en profesora/lectora asociada en esa universidad un año después. En 2002, se trasladó a la Universidad de Sídney como catedrática de Matemáticas Aplicadas; desde 2006 ha sido directora del Centro de Biología Matemática; de 2007 a 2009, fue directora de la Escuela de Matemáticas y Estadística, y es jefa asociada desde 2010.
En 2015, Joshi cofundó y copresidió el programa Science in Australia Gender Equity (SAGE), que trabaja para aumentar la retención de mujeres en los campos de STEM utilizando los principios de Athena SWAN. Desde 2016, se ha desempeñado como miembro del Grupo Asesor de Expertos de SAGE.

## Premios y honores
Joshi fue elegida miembro de la Academia de Ciencias de Australia en marzo de 2008 y ha ocupado varios cargos en la Australian Mathematical Society, incluyendo su presidencia desde diciembre de 2008 hasta septiembre de 2010. También fue miembro de la junta del Australian Mathematics Trust (2010-13). Estuvo en el Comité Nacional de Ciencias Matemáticas desde enero de 2010.
En 2012, Joshi se convirtió en miembro de Georgina Sweet Australian Laureate, que involucra el proyecto de cinco años titulado Geometric construction of critical solutions of nonlinear systems.
En 2015, fue la centésima quincuagésima premiada del Anniversary Hardy Lecturer, un premio de la London Mathematical Society que involucra una extensa serie de conferencias en todo el Reino Unido. Es también miembro de la Real Sociedad de Nueva Gales del Sur (FRSN por sus siglas en inglés). En junio de 2016, fue nombrada Oficial de la Orden de Australia.
Adicionalmente, Joshi fue elegida vicepresidente de la Unión Matemática Internacional en julio de 2018. 